# О странностях любви (фильм, 1983)
«О странностях любви» — советская комедия 1983 года режиссёра Теодора Вульфовича.
Один из немногих советских фильмов 3D — стереоскопический фильм снятый в киносистеме «Стерео-70».

## Сюжет
Юная красавица Мадина, студентка-биолог, купив абрикосы на базаре в Кабардино-Балкарии, случайно обнаруживает, что такого сорта ни она, ни её научный руководитель, профессор Травкин, не знают. Желание найти новое дерево толкает её и профессора в путешествие. Но не может Мадину отпустить без присмотра влюблённый в неё юноша Джамал, и пускается вдогонку за любимой… Поиски абрикоса сопровождаются приключениями, неожиданными событиями и встречами с разными людьми, и в итоге настойчивость учёных-ботаников и любовь молодых людей приведёт к успеху и счастью.

## В ролях
- Игорь Ледогоров — профессор Травкин
- Тамара Яндиева — Мадина
- Сосо Джачвлиани — Джамал
- Муса Дудаев — Ахох
- Роман Филиппов — Солтан-Хамид
- Виктор Уральский — пасечник
- Борис Миронюк — Умаров
- Али Тухужев — Хан
- и другие

## Критика
Приходится признать, что создатели комедии «О странностях любви» начисто забыли о законах зрелищности. Анекдот, положенный в основу курортных приключений молодых влюбленных, можно рассказать за 10 минут. А на экране он длится полтора часа, наполняясь бесконечной чередой ненужных и скучных подробностей. К тому же в фильме беспомощное музыкальное решение. А эффекты стереоскопии слишком шаблонны. Во время просмотра то и дело возникает вопрос — а комедия ли это? Уж больно несмешно…— Александр Фёдоров